# Razorvannye cepi
Razorvannye cepi (Разорванные цепи) è un film muto del 1916 diretto da Evgenij Bauėr.